# Jacobus Gerrit van Oord

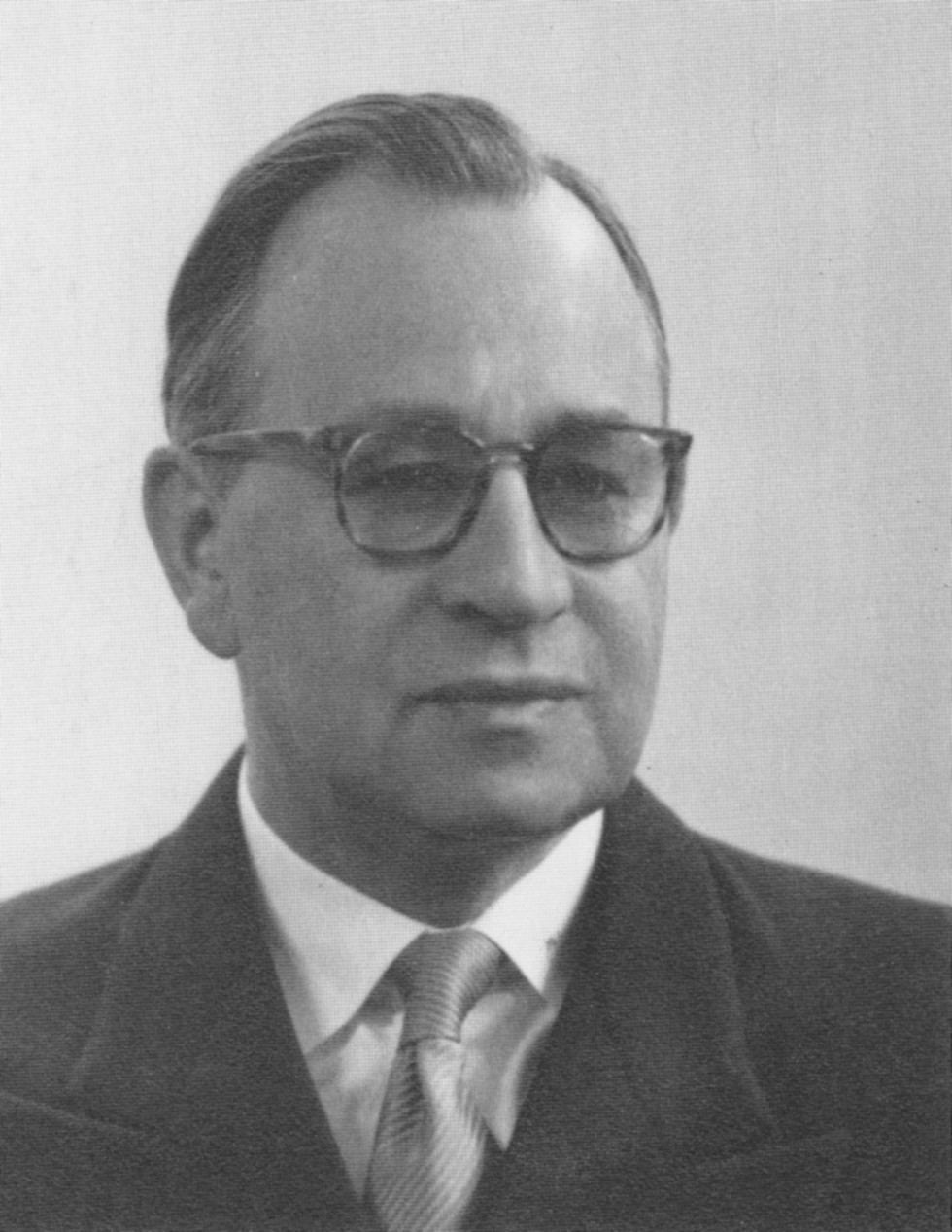
Jac. G. van Oord in 1948

Jacobus Gerrit van Oord (Werkendam, 31 mei1893 - Utrecht, 31 januari 1966) ook wel Jac G. of Koos genaamd, was een Nederlandse aannemer en waterbouwkundige. Hij diende onder meer als voorzitter van branchevereniging Kust- en Oeverwerken.

## Biografie
Hij was een telg van de familie Van Oord, de derde zoon in het gezin van Govert van Oord en Cornelia Baayense. Hij ging daar naar de mede door zijn vader opgerichte Christelijke lagere school. Na de lagere school ging hij naar de ulo in Gorinchem, maar dat was geen succes, hij werd nogal gekleineerd als jongen uit een "dorpje aan de overkant van het water". Zodra hij niet meer leerplichtig was, ging hij van school en trok hij met zijn vader en zijn twee oudere broers de grienden in. Hij zegt hier zelf over: "Het was een heerlijke tijd, vol afwisseling en avontuur." Maar ook: "ze hebben hun leven afgetobd in de barre Biesbosch met hoge waterstanden, waarbij de oogst of een gedeelte daarvan te drijven of verloren ging, met stormen en onheil en slechten tijden." Zijn vader overleed toen hij 19 was, waarna Koos voor anderhalf jaar naar Duitsland ging, een belangrijke afzetmarkt voor griendproducten. Daar leerde hij niet alleen de taal, maar ook de beginselen van het boekhouden. Gedurende de Eerste Wereldoorlog diende hij – uiteindelijk in de rang van korporaal – bij een kustbewakingseenheid van de marine in Noordwijk aan Zee. Zijn dienstplicht duurde 3,5 jaar. Gedurende deze jaren kon hij een bredere kijk op de samenleving krijgen en werd hij zich meer bewust van zijn geestelijke achtergrond. In 1919 trouwde hij met een dochter van de Werkendamse griendbaas Jan Visser: Apolonia Adriana (Plo) Visser. Deze Visser was een bewonderaar van Abraham Kuyper, een iets andere kijk op het gereformeerde geloof. Hierdoor was het huwelijk niet naar de zin van de familie Van Oord. 
Desondanks trouwde hij en werd in 1919 volledig firmant in de nieuw gevormde firma Gebr. Van Oord en stak zijn energie is het uitbouwen van het griendbedrijf. Volgens hem was export noodzakelijk en hij reisde dan ook alle landen van Noordwest-Europa af om contacten te leggen en een eigen distributiekanaal op te bouwen. Toen in 1923 de conjunctuur weer aantrok profileerde de firma in geruime make van de eigen opgebouwde exportpositie.
Jac G. wist zijn meer behoudend ingestelde broers te overtuigen van de kansen die de aannemerij bood. Vanaf 1930 werd Gebroeders Van Oord onderaannemer bij kleinere rijs- en oeververdedigingswerken, maar al snel ook hoofdaannemer. In 1936 werd voor het eerst een groot grondwerk aangenomen. Eind jaren 1930 overtroffen de opbrengsten uit de aannemerij die van de griendhandel. In die jaren werd Koos bestuurslid en later secretaris van de Nederlandsche Christelijke Aannemersbond (NCAB).
Net als zijn vader was Jac G. zeer betrokken bij kerkelijke zaken. In de jaren 1920 en 1930 probeerde hij als ouderling in de gereformeerde kerk van Werkendam een verbinding tot stand te brengen tussen 'de naar binnen gerichte, traditionele geloofspraxis' die vanouds de gereformeerden in het dorp kenmerkte en 'het meer moderne, neocalvinistische cultuurpatroon dat de hoofdstroom was geworden in de gereformeerde wereld in Nederland'. 
Hij was heel gemotiveerd voor het jongerenwerk, wij was enige jaren ook bestuurslid van e regionale afdeling van de bond van Gereformeerde Jongelingsverenigingen en tevens lid van het landelijke bondsbestuur. Ook richtte hij in Werkendam nog een zwembadvereniging op. 
Hij was in de loop van de dertiger jaren tot de conclusie gekomen dat de griendhoutmateriaal voor verpakking zijn langste tijd gehad had, en vond dat er meer aandacht moet komen voor de aannemerij in het bedrijf. Dit was niet de koers van zijn twee oudere broers. 

### Oorlogstijd
In 1936 verhuisde hij met zijn gezin naar Utrecht, voor een betere mogelijkheid tot scholing van zijn acht kinderen en om los te komen van het toch bekrompen milieu van Werkendam. Zij verwachtten dat deze stad hun zakelijk en geestelijk meer ontplooiingsmogelijkheden zou bieden. Toen de oorlog uitbrak, riep Jac G. – als bestuurslid van de NCAB – aannemers op geen werken voor de Wehrmacht te verrichten. Op toogdagen van de Gereformeerde Jongelingsbond riep hij bovendien op tot geestelijk verzet tegen het nationaalsocialisme. Het gevolg daarvan was dat hij werd geïnterneerd in Kamp Amersfoort. 
Hij had al voor het uitbreken van de Tweede Wereldoorlog de gevaarlijke ontwikkelingen in Duitsland gezien en vond het nazisme een gevaarlijk vorm van modern heidendom. Die principiële stellingname leidde in 1944 tot internering in het concentratiekamp Amersfoort. Na de oorlog koos hij met overtuiging de zijde van de theoloog prof. dr. Klaas Schilder - de Gereformeerde Kerken (onderhoudende art. 31). Onmiddellijk na de afscheiding richtte hij de Vrijgemaakte Jongelingsbond op, waarvan hij tot 1953 voorzitter was.

### Naoorlogse periode
In 1948 richtte Jac G. zich samen met zijn zonen Goof en Jan op de opbouw van een eigen aannemersbedrijf in Utrecht. Later kwamen ook de zonen Koos en Andries daarbij. Dit plan had hij al voor de oorlog, maar het verlangen naar eigen ondernemerschap werd overvleugeld door verantwoordelijkheidsgevoel voor zijn broers en zusters en hun kinderen. De broers voelden niets voor de plannen van Jac G. om de firma om te zetten in een naamloze of commanditaire vennootschap. Dan moest immers zeggenschap worden ingeleverd. In 1948 kwam het tot een splitsing, die door de betrokkenen – niet het minst door Jac G. zelf – als zeer pijnlijk, maar ook als noodzakelijk werd ervaren.
De Aannemings- en Handelsmaatschappij Jac. G. van Oord & Zonen werkte aanvankelijk als onderaannemer van de baggerfirma’s Prins uit Sliedrecht en Prins van Wijngaarden uit Hattem. In 1950 was de firma onderaannemer van Broekhoven bij de Zuiderzeedijk in Kampen. Met de grote aannemers was de relatie koel; zij zaten niet te wachten op een nieuwkomer. Dit hield Jac G. niet tegen, hij schreef in op rijs- en zinkwerken, maar ook op grond-, beton-, hei- en asfaltwerken. Belangrijke opdrachten uit de jaren 1950 waren de Veerdam in Holwerd op Ameland en baggerwerkzaamheden bij de Zandkreek in Zeeland. Bij dit werk ontstond een groot conflict met de gevestigde baggerbedrijven, man wilde het baggerwerk onderhands verdelen, en niet via een openbare aanbesteding. Hierdoor viste de baggermaatschappij Holland achter het net, en ging het werk formeel naar Van Oord. Die had echter niet genoeg materiaal, maar door een boycot van de overige bedrijven kon Van Oord nergens materiaal huren. 
Na de Watersnood van 1953 was het de Belgische aannemer Ackermans & van Haaren die Van Oord Utrecht in het zadel hielp als natte aannemer. Op hun advies werd de oude stoomcutterzuiger Espérance gekocht en omgedoopt tot Westerschelde. Daarna volgde de profielzuiger Waddenzee. Ook in 1955 hielp Ackermans & Van Haaren Van Oord uit de brand door materieel te leveren. Het was materieel waar van alles aan mankeerde, maar het vormde wel het begin van een positie als zelfstandig baggeraar. Die werd mede mogelijk gemaakt door de goede relatie van Jac G. met Rijkswaterstaat en zijn grote netwerk. Zijn materieel liet hij vanaf 1963 bouwen op de werven van Cornelis Verolme. Hij herkende zich in deze recalcitrante en spraakmakende scheepsbouwer, die net als hijzelf durf toonde en brutaalweg de ruimte opeiste die hij van zijn gevestigde collega’s niet kreeg. Maar het liep fout, omdat dit materieel niet geschikt was om dit (fijne) zand te baggeren. Het lukte wel, maar ging veel te langzaam waardoor de kosten opliepen. Maar de familie vond een oplossing. Zijn broer Goof schreef in op een werk voor dijkaanleg bij de Wilhelminapolder (daar vlak bij) waarvoor ook zand geleverd moest worden. Goof schreef hiervoor erg laag in, maar door beide werken te combineren bleef het gecombineerde verlies beperkt tot ƒ 40.000. 
Belangrijk was de rol van Jac G. van Oord als voorzitter van branchevereniging Kust- en Oeverwerken en bij de oprichting van het zinkbedrijf ACZ. Onder de rijswerkaannemers genoot hij een gezagspositie, wat de overheid ertoe bracht hem te vragen de leiding te nemen in het noodzakelijke moderniseringsproces van deze sector. Als autodidact wist Jac G. zich op te werken tot een gezaghebbende persoonlijkheid. Aangezien hij aannemerij voor de helft zag als koopmanschap, zou hij ook wel als aannemer-koopman kunnen worden gekarakteriseerd.
Aan het einde van zijn leven maakte Jac. G. van Oord nog net het begin mee van de eigenlijke doorbraak van zijn bedrijf, die plaatsvond tussen 1963 en 1970. In 1966 was de firma uitgegroeid tot een bedrijf met een jaaromzet van 27 miljoen gulden en 300 à 400 werknemers. De vier zonen die hem opvolgden, gaf hij een advies dat zijn eigen leven samenvatte: ‘Weest in het zakenleven voortvarend. Blijft zorgdragen, dat de onkosten niet te hoog worden; voert de produktie op van ons materieel en zorgt voor een prima uitvoering. En bovenal bidt elken dag de Heere om Zijn zegen, juist over je werk.’

## Publicaties van Jac G. van Oord
Hij heeft voor zover bekend niets gepubliceerd op waterbouwkundig gebied, maar wel op godsdienstig gebied:
- bewarend element in den arbeid onzer J.V.
- Gezag en jeugd
- A. Zijlstra, Jac. G. van Oord (1933). De Haarlemsche Bondsdag 1933 : redevoeringen en referaten gehouden in de 45ste Algemeene Vergadering van den Nederl. Bond van Jongelings-Vereenigingen op Geref. Grondslag, 24 en 25 mei 1933. Bondsbureau, Amersfoort.
- Jac. G. van Oord (1945). Kerkscheuring. Dit is wel een pijnlijke beschuldiging, wanneer men zegt, dat ge daaraan meedoet. Wat is erger, dan het lichaam van Christus te verbreken? Maar wees gerust. Voorlichtingscommissie Utrecht.
- Jac. G. van Oord (4 juli 1945). Toelichting amendement : Aan den Raad der Geref. Kerk, Burg. Reigerstraat 1 Utrecht. Weleerwaarde en Eerwaarde Broeders, Zoals U zich herinnert is door mij een amendement ingediend….. Manuscript.
- Jac. G. van Oord (9 december 1943). WELEERWAARDE EN EERWAARDE HEEREN EN BROEDERS, In verband met het feit, dat verschillende broeders mij vragen hoe op dit oogenblik de situatie is, waarin wij met de bekende Synodale kwestie verkeeren, gevoel ik mij gedrongen, deze zaak eerlijk en scherp onder Uw aandacht te brengen.. Manuscript..
- Jac. G. van Oord (1950). Open antwoord op een samensprekingsverlangen. Aan den Raad van de "Gereformeerde Kerk van Utrecht", Adresvoerend Burgemeester Reigerstraat 1, Utrecht. Hooggeachte Heeren en Broeders, Uw brief, gedateerd 13 Maart j.l. mocht ik en 15den ontvangen.. Manuscript.

- Virtual International Authority File: 286797179